# Govedare
Govedare (bulgariska: Говедаре) är ett distrikt i Bulgarien.   Det ligger i kommunen Obsjtina Pazardzjik och regionen Pazardzjik, i den centrala delen av landet, 110 km sydost om huvudstaden Sofia.
Trakten runt Govedare består till största delen av jordbruksmark. Runt Govedare är det tätbefolkat, med 286 invånare per kvadratkilometer.